# Franz Josef Gottlieb
Franz Josef Gottlieb, auch F. J. Gottlieb (* 1. November 1930 in Semmering, Niederösterreich; † 23. Juli 2006 in Verden) war ein österreichischer Regisseur und Drehbuchautor.

## Leben
Gottlieb besuchte die Akademie für Musik und darstellende Kunst in Wien, war Schauspieler am Akademietheater und schloss 1953 mit seinem Regie-Diplom ab. Danach betätigte er sich bei mehreren Filmproduktionen als Regieassistent wie zuletzt bei Mit Himbeergeist geht alles besser und inszenierte 1960 mit Meine Nichte tut das nicht seinen ersten Spielfilm.
Seitdem gehörte Gottlieb zu den meistbeschäftigten, aber auch meistkritisierten Regisseuren des deutschsprachigen Nachkriegskinos, dem immer wieder routinemäßiges, einfallsloses Herunterkurbeln vorgeworfen wurde. Seine Auftraggeber schätzten an ihm das genaue Einhalten des Drehbuchs und des Zeitplans, was andererseits als mangelnde Kreativität ausgelegt wurde. Aufsehen erregte er lediglich, als er bei den Dreharbeiten zu dem Karl-May-Film Durchs wilde Kurdistan von Produzent Artur Brauner entlassen wurde. Der anschließende Rechtsstreit endete 1968 mit einem Vergleich.
Zu seinen bekanntesten Regiearbeiten gehörten Filme wie Tante Trude aus Buxtehude oder Zärtliche Chaoten. In den 1960er Jahren inszenierte Gottlieb einige Edgar-Wallace-Filme bzw. ähnliche Stoffe, die im Zuge des Erfolgs der Wallacefilme gedreht worden sind. Auch für Fernsehserien wie Mandara, Manni, der Libero, Der Landarzt, Ein Schloß am Wörthersee oder Unser Charly und bei zahlreichen Synchronisationen führte er Regie.
Im Jahr 2002 wurde Gottlieb mit dem Scharlih ausgezeichnet, einem Preis, der mit dem Namen Karl May verbunden ist.
Franz Josef Gottlieb war 12 Jahre mit der Schauspielerin Doris Kirchner verheiratet. Seine zweite Ehe schloss er 1974 mit der aus Norwegen stammenden Schauspielerin Elisabeth Krogh. Ihre gemeinsame Tochter ist die Schauspielerin Viktoria Gottlieb. Franz Josef Gottlieb starb im Alter von 75 Jahren an einem Gehirntumor.

## Filmografie
- 1959: Mikosch im Geheimdienst (Co-Regie)
- 1960: Meine Nichte tut das nicht
- 1961: Musik ist Trumpf
- 1961: Saison in Salzburg
- 1962: Die Försterchristel
- 1963: Der Fluch der gelben Schlange (auch Co-Drehbuch)
- 1963: Der schwarze Abt (auch Co-Drehbuch)
- 1963: Das Geheimnis der schwarzen Witwe
- 1964: Das Phantom von Soho
- 1964: Die Gruft mit dem Rätselschloß (auch Co-Drehbuch)
- 1964: Das siebente Opfer (auch Drehbuch)
- 1965: Durchs wilde Kurdistan (auch Drehbuch)
- 1965: Im Reiche des silbernen Löwen (auch Drehbuch)
- 1965: Ferien mit Piroschka
- 1966: Wolken über Kaprun (Fernsehserie)
- 1967: Mister Dynamit – Morgen küßt Euch der Tod (auch Drehbuch)
- 1967: Oswalt Kolle: Das Wunder der Liebe
- 1968: Van de Velde: Die vollkommene Ehe
- 1969: Klassenkeile
- 1969: Van de Velde: Das Leben zu zweit – Die Sexualität in der Ehe
- 1969: Ehepaar sucht gleichgesinntes (auch Co-Drehbuch)
- 1969: Auf Sch**ßer schießt man nicht (Darsteller)
- 1970: Hänsel und Gretel verliefen sich im Wald (auch Drehbuch)
- 1970: Wenn die tollen Tanten kommen
- 1970: Wenn du bei mir bist
- 1971: Das haut den stärksten Zwilling um
- 1971: Tante Trude aus Buxtehude
- 1971: Wir hau’n den Hauswirt in die Pfanne
- 1971: Hilfe, die Verwandten kommen
- 1971: Die tollen Tanten schlagen zu
- 1971: Rudi, benimm dich!
- 1972: Liebesspiele junger Mädchen (auch Drehbuch)
- 1972: Betragen ungenügend!
- 1972: Trubel um Trixie
- 1973: Crazy – total verrückt
- 1974: Auf der Alm da gibt’s koa Sünd
- 1975: Der Geheimnisträger
- 1975: Die gelbe Nachtigall (Drehbuch)
- 1975/78: Lady Dracula
- 1976: Tiroler Lüfte
- 1977: Freude am Fliegen
- 1978: Hurra, die Schwedinnen sind da
- 1978: Popcorn und Himbeereis
- 1979: Sunnyboy und Sugarbaby
- 1980: Zärtlich aber frech wie Oskar
- 1982: Die fünfte Jahreszeit (Fernsehserie)
- 1982: Manni, der Libero (Fernsehserie)
- 1983: Mandara (Fernsehserie)
- 1984: Ravioli
- 1984: Heiße Wickel – kalte Güsse (Fernsehserie)
- 1986: Vicky und Nicky (Fernsehfilm)
- 1986: Das Geheimnis von Lismore Castle (Fernsehfilm)
- 1986: Der Stein des Todes – Death Stone
- 1987: Mrs. Harris – Der geschmuggelte Henry (Fernsehfilm)
- 1987: Hexenschuß (Fernsehfilm)
- 1987: Zärtliche Chaoten
- 1987: Mrs. Harris fährt nach Moskau (Fernsehfilm)
- 1988: Tagebuch für einen Mörder (Fernsehfilm)
- 1988: Spätes Glück nicht ausgeschlossen (Fernsehfilm, auch Co-Drehbuch)
- 1988: Trouble im Penthouse (Fernsehfilm)
- 1988: Nordlichter (Fernsehserie, auch Co-Drehbuch)
- 1989: Jede Menge Schmidt (Fernsehfilm)
- 1989: Mrs. Harris fährt nach Monte Carlo (Fernsehfilm)
- 1989: Geld macht nicht glücklich (Fernsehfilm)
- 1989: Keine Gondel für die Leiche (Fernsehfilm)
- 1989: Killer kennen keine Furcht (Fernsehfilm)
- 1989: Drunter und drüber (Fernsehfilm)
- 1989–1992: Der Landarzt (Fernsehserie, 21 Folgen)
- 1990: Kartoffeln mit Stippe (Fernsehfilm)
- 1990–1991: Ein Schloß am Wörthersee (Fernsehserie, 10 Folgen)
- 1991: Mrs. Harris und der Heiratsschwindler (Fernsehfilm)
- 1992: Mit dem Herzen einer Mutter (Fernsehfilm)
- 1993: Salto Postale (Fernsehserie)
- 1994: Hallo, Onkel Doc! (Fernsehserie, 10 Folgen)
- 1994: Der Nelkenkönig (Fernsehserie)
- 1994: Elbflorenz (Fernsehserie, 5 Folgen)
- 1995: Dr. Stefan Frank – Der Arzt, dem die Frauen vertrauen (Fernsehserie, eine Folge)
- 1996: Mona M. – Mit den Waffen einer Frau (Fernsehserie)
- 1997–2005: Unser Charly (Fernsehserie, 50 Folgen)
- 1998: Salto Kommunale (Fernsehserie)
- 2005: Die Liebe eines Priesters (Fernsehfilm)

## Zitat
„Ein Erfolgsrezept gibt es in dieser Branche nicht. Mir geht es vorwiegend darum, das Publikum gut zu unterhalten. Film ist in erster Linie eine Unterhaltungsindustrie.“